# Grand Prix La Marseillaise 2017
La 38e édition du Grand Prix La Marseillaise a eu lieu le 29 janvier 2017. La course fait partie du calendrier UCI Europe Tour 2017 en catégorie 1.1. C'est également la première épreuve de la Coupe de France de cyclisme sur route 2017.
L'épreuve a été remportée lors d'un sprint à neuf coureurs par le Français Arthur Vichot (FDJ) qui l'emporte respectivement devant ses compatriotes Maxime Bouet (Fortuneo-Vital Concept) et Lilian Calmejane (Direct Énergie).
Le Français Romain Combaud (Delko-Marseille Provence-KTM) gagne le classement de la montagne tandis que son compatriote Thibault Ferasse (Armée de Terre) finit meilleur jeune.
Pour la Coupe de France, les premiers leaders sont Arthur Vichot pour le classement individuel, Lilian Calmejane pour le classement des jeunes et la formation française AG2R La Mondiale pour le classement par équipes.

## Présentation

### Équipes
Classé en catégorie 1.1 de l'UCI Europe Tour, le Grand Prix d'ouverture La Marseillaise est par conséquent ouvert aux WorldTeams dans la limite de 50 % des équipes participantes, aux équipes continentales professionnelles, aux équipes continentales et aux équipes nationales.
Seize équipes participent à ce Grand Prix d'ouverture La Marseillaise - trois WorldTeams, huit équipes continentales professionnelles et cinq équipes continentales :
| WorldTeams (3)- AG2R La Mondiale - FDJ - Lotto-Soudal Équipes continentales professionnelles (8)- Cofidis, Solutions Crédits - Delko Marseille Provence KTM - Direct Énergie - Fortuneo-Vital Concept - Sport Vlaanderen-Baloise - Verandas Willems-Crelan - Wanty-Groupe Gobert - WB-Veranclassic-Aqua Protect Équipes continentales (5)- An Post-ChainReaction - Armée de terre - HP BTP-Auber 93 - Roth-Akros - Roubaix Lille Métropole |
| |

## Récit de la course
Les Français Thomas Rostollan (Armée de Terre) et Romain Combaud (Delko-Marseille Provence-KTM) s'échappent au premier kilomètre. Ils atteignent ensemble les sommets du Pas de la Couelle et du Col de l'Espigoulier avec quatre minutes d'avance sur un peloton emmené par les coureurs de l'équipe française FDJ qui rattrapent les deux échappés après le col de l'ange gardien. Sur la route des crêtes, un autre Français Thibaut Pinot (FDJ) attaque puis emmène un groupe de dix coureurs qui reste ensemble jusqu'à Marseille. Le coéquipier et compatriote de ce dernier, Arthur Vichot gagne lors d'un sprint à neuf coureurs respectivement devant les Français Maxime Bouet (Fortuneo-Vital Concept) et Lilian Calmejane (Direct Énergie).

## Classements

### Classement final
| \| Classement général \| Classement général \| Classement général \| Classement général \| Classement général \| \| Coureur \| Coureur \| Pays \| Équipe \| Temps \| \| ------------------ \| ------------------ \| ------------------ \| ---------------------------- \| ------------------ \| \| 1er \| Arthur Vichot \| France \| FDJ \| 3 h 45 min 43 s \| \| 2e \| Maxime Bouet \| France \| Fortuneo-Vital Concept \| + 0 s \| \| 3e \| Lilian Calmejane \| France \| Direct Énergie \| + 0 s \| \| 4e \| Julien El Fares \| France \| Delko-Marseille Provence-KTM \| + 0 s \| \| 5e \| Tony Gallopin \| France \| Lotto-Soudal \| + 0 s \| \| 6e \| Mikaël Cherel \| France \| AG2R La Mondiale \| + 0 s \| \| 7e \| Mauro Finetto \| Italie \| Delko-Marseille Provence-KTM \| + 0 s \| \| 8e \| Hubert Dupont \| France \| AG2R La Mondiale \| + 0 s \| \| 9e \| Thibaut Pinot \| France \| FDJ \| + 6 s \| \| 10e \| Samuel Dumoulin \| France \| AG2R La Mondiale \| + 34 s \| |                  |        |                              |                 |
| |                  |        |                              |                 |
| Sources : ProCyclingStats Cycling Quotient Cycling Archives |                  |        |                              |                 |
| Classement général |                  |        |                              |                 |
| Coureur | Coureur          | Pays   | Équipe                       | Temps           |
| 1er | Arthur Vichot    | France | FDJ                          | 3 h 45 min 43 s |
| 2e | Maxime Bouet     | France | Fortuneo-Vital Concept       | + 0 s           |
| 3e | Lilian Calmejane | France | Direct Énergie               | + 0 s           |
| 4e | Julien El Fares  | France | Delko-Marseille Provence-KTM | + 0 s           |
| 5e | Tony Gallopin    | France | Lotto-Soudal                 | + 0 s           |
| 6e | Mikaël Cherel    | France | AG2R La Mondiale             | + 0 s           |
| 7e | Mauro Finetto    | Italie | Delko-Marseille Provence-KTM | + 0 s           |
| 8e | Hubert Dupont    | France | AG2R La Mondiale             | + 0 s           |
| 9e | Thibaut Pinot    | France | FDJ                          | + 6 s           |
| 10e | Samuel Dumoulin  | France | AG2R La Mondiale             | + 34 s          |

### Classements annexes
| Classement de la montagne | Classement de la montagne | Classement de la montagne | Classement de la montagne    | Classement de la montagne |
| ------------------------- | ------------------------- | ------------------------- | ---------------------------- | ------------------------- |
|                           | Coureur                   | Pays                      | Équipe                       | Point(s)                  |
| 1er                       | Romain Combaud            | France                    | Delko-Marseille Provence-KTM | 12 points                 |
| 2e                        | Thibaut Pinot             | France                    | FDJ                          | 6 pts                     |
| 3e                        | Hubert Dupont             | France                    | AG2R La Mondiale             | 4 pts                     |
| modifier                  |                           |                           |                              |                           |

| Classement du meilleur jeune | Classement du meilleur jeune | Classement du meilleur jeune | Classement du meilleur jeune | Classement du meilleur jeune |
|                              | Coureur                      | Pays                         | Équipe                       | Temps                        |
| ---------------------------- | ---------------------------- | ---------------------------- | ---------------------------- | ---------------------------- |
| 1er                          | Thibault Ferasse             | France                       | Armée de Terre               | en 3 h 46 min 17 s           |
| 2e                           | Sean Mackinnon               | Canada                       | An Post-ChainReaction        | + 2 min 38 s                 |
| 3e                           | Edward Planckaert            | Belgique                     | Sport Vlaanderen-Baloise     | + 3 min 27 s                 |
| modifier                     |                              |                              |                              |                              |

### Classement de la Coupe de France

#### Classement individuel

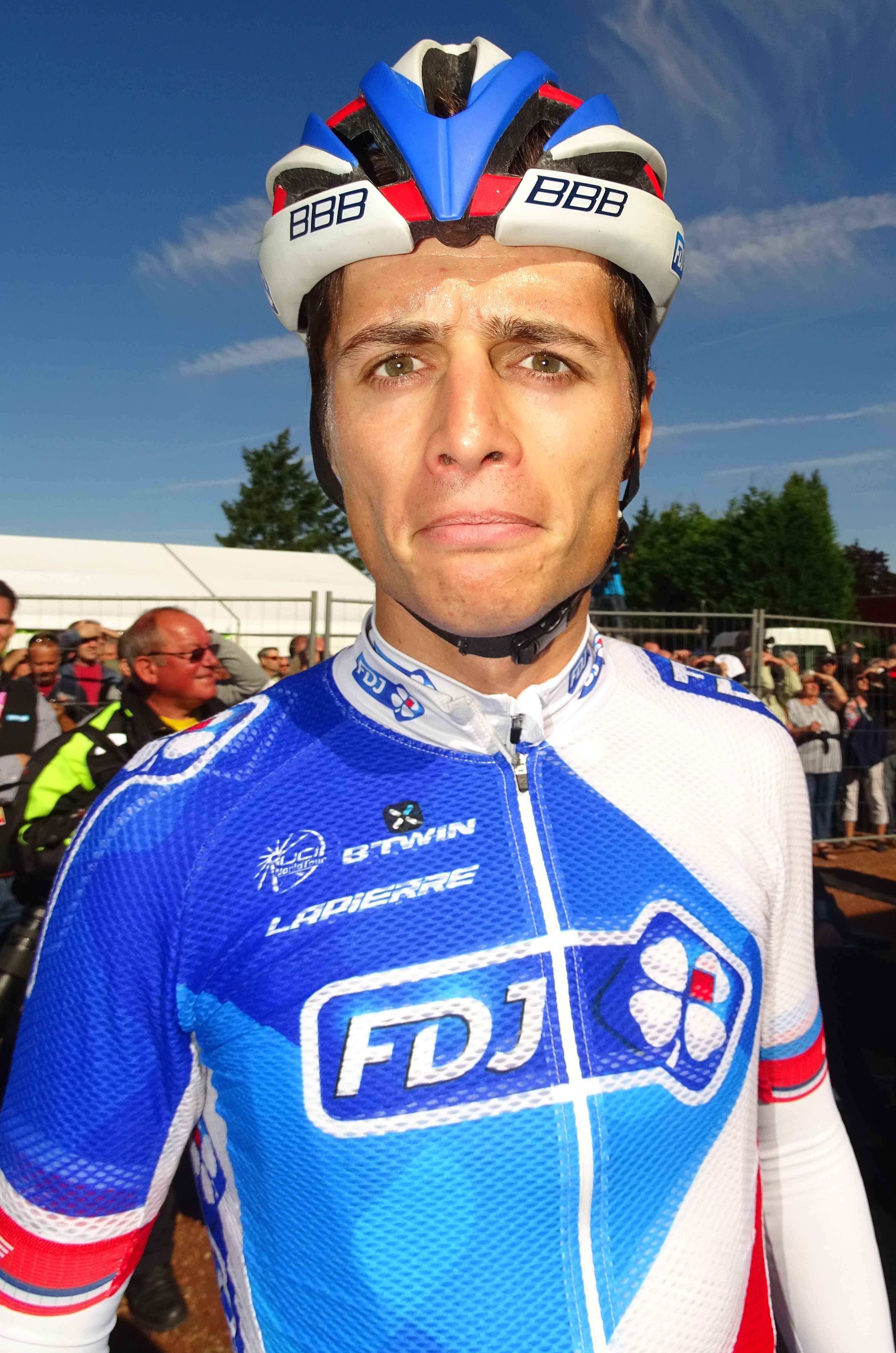
Arthur Vichot (ici en 2015), est le leader de la Coupe de France.

| Top dix de la Coupe de France à l'issue de la 1re manche | Top dix de la Coupe de France à l'issue de la 1re manche | Top dix de la Coupe de France à l'issue de la 1re manche | Top dix de la Coupe de France à l'issue de la 1re manche | Top dix de la Coupe de France à l'issue de la 1re manche |
| -------------------------------------------------------- | -------------------------------------------------------- | -------------------------------------------------------- | -------------------------------------------------------- | -------------------------------------------------------- |
|                                                          | Coureur                                                  | Pays                                                     | Équipe                                                   | Point(s)                                                 |
| 1er                                                      | Arthur Vichot                                            | France                                                   | FDJ                                                      | 50 points                                                |
| 2e                                                       | Maxime Bouet                                             | France                                                   | Fortuneo-Vital Concept                                   | 35 pts                                                   |
| 3e                                                       | Lilian Calmejane                                         | France                                                   | Direct Énergie                                           | 25 pts                                                   |
| 4e                                                       | Julien El Fares                                          | France                                                   | Delko-Marseille Provence-KTM                             | 20 pts                                                   |
| 5e                                                       | Tony Gallopin                                            | France                                                   | Lotto-Soudal                                             | 18 pts                                                   |
| 6e                                                       | Mikaël Cherel                                            | France                                                   | AG2R La Mondiale                                         | 16 pts                                                   |
| 7e                                                       | Mauro Finetto                                            | Italie                                                   | Delko-Marseille Provence-KTM                             | 14 pts                                                   |
| 8e                                                       | Hubert Dupont                                            | France                                                   | AG2R La Mondiale                                         | 12 pts                                                   |
| 9e                                                       | Thibaut Pinot                                            | France                                                   | FDJ                                                      | 10 pts                                                   |
| 10e                                                      | Samuel Dumoulin                                          | France                                                   | AG2R La Mondiale                                         | 8 pts                                                    |
| modifier                                                 |                                                          |                                                          |                                                          |                                                          |

#### Classement individuel des jeunes

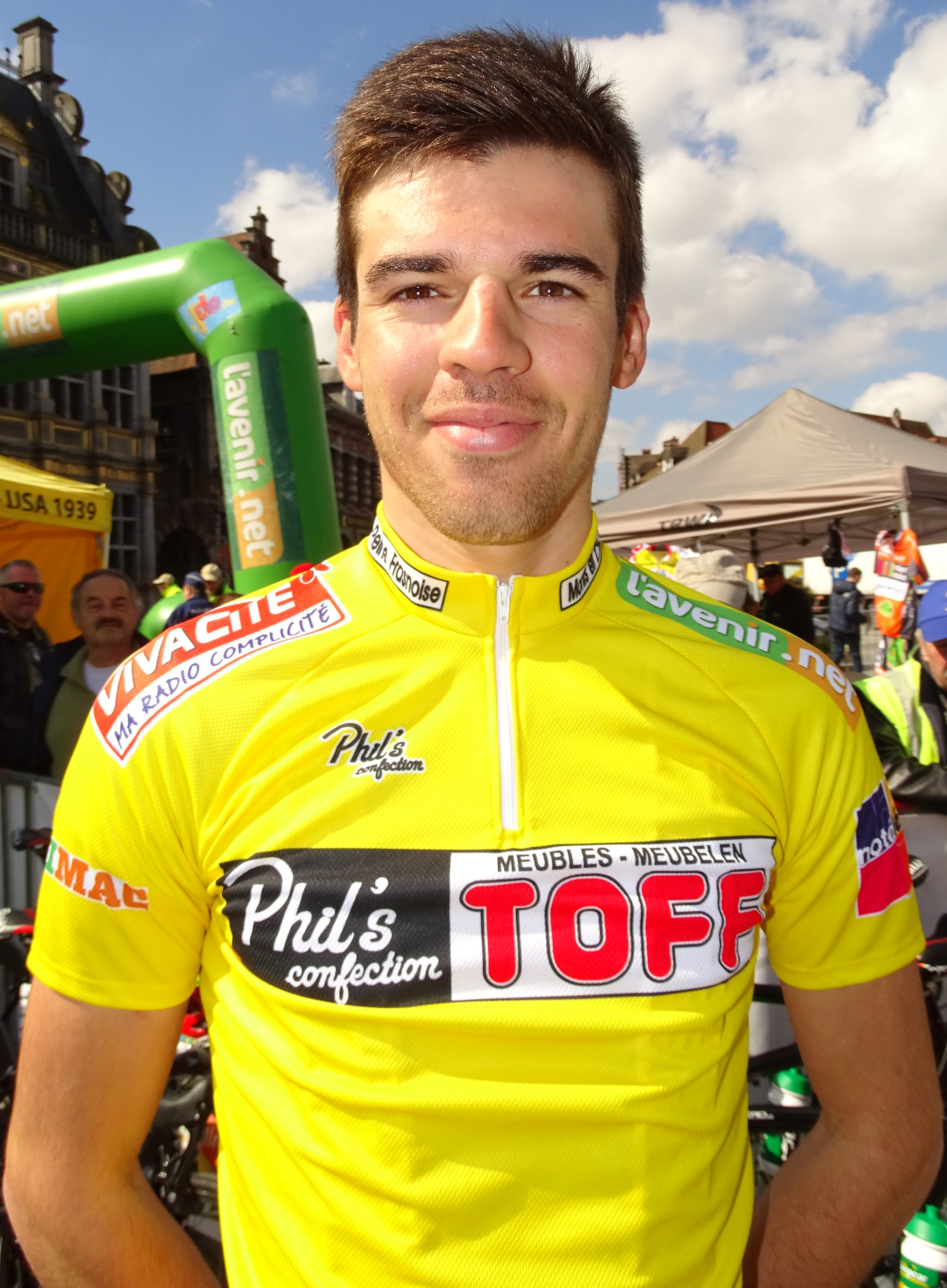
Lilian Calmejane, ici en 2015, est le leader de la Coupe de France des jeunes.

| Top trois de la Coupe de France à l'issue de la 1re manche | Top trois de la Coupe de France à l'issue de la 1re manche | Top trois de la Coupe de France à l'issue de la 1re manche | Top trois de la Coupe de France à l'issue de la 1re manche | Top trois de la Coupe de France à l'issue de la 1re manche |
| ---------------------------------------------------------- | ---------------------------------------------------------- | ---------------------------------------------------------- | ---------------------------------------------------------- | ---------------------------------------------------------- |
|                                                            | Coureur                                                    | Pays                                                       | Équipe                                                     | Point(s)                                                   |
| 1er                                                        | Lilian Calmejane                                           | France                                                     | Direct Énergie                                             | 25 points                                                  |
| 2e                                                         | Jasper De Buyst                                            | Belgique                                                   | Lotto-Soudal                                               | 6 pts                                                      |
| 3e                                                         | Thibault Ferasse                                           | France                                                     | Armée de Terre                                             | 3 pts                                                      |
| modifier                                                   |                                                            |                                                            |                                                            |                                                            |

#### Classement par équipes
| \| \| Top neuf de la Coupe de France à l'issue de la 1re manche[4] \| | \| \| Top neuf de la Coupe de France à l'issue de la 1re manche[4] \| | \| \| Top neuf de la Coupe de France à l'issue de la 1re manche[4] \| | \| \| Top neuf de la Coupe de France à l'issue de la 1re manche[4] \| |
| --------------------------------------------------------------------- | --------------------------------------------------------------------- | --------------------------------------------------------------------- | --------------------------------------------------------------------- |
|                                                                       | Équipe                                                                | Pays                                                                  | Point(s)                                                              |
| 1                                                                     | AG2R La Mondiale                                                      | France                                                                | 12                                                                    |
| 2                                                                     | Delko-Marseille Provence-KTM                                          | France                                                                | 9                                                                     |
| 3                                                                     | Direct Énergie                                                        | France                                                                | 8                                                                     |
| 4                                                                     | Fortuneo-Vital Concept                                                | France                                                                | 7                                                                     |
| 5                                                                     | FDJ                                                                   | France                                                                | 6                                                                     |
| 6                                                                     | Cofidis                                                               | France                                                                | 5                                                                     |
| 7                                                                     | Armée de Terre                                                        | France                                                                | 4                                                                     |
| 8                                                                     | HP BTP-Auber 93                                                       | France                                                                | 3                                                                     |
| 9                                                                     | Roubaix Lille Métropole                                               | France                                                                | 2                                                                     |
|                                                                       | Top neuf de la Coupe de France à l'issue de la 1re manche             |                                                                       |                                                                       |

## Liste des participants
- Liste de départ complète

| Légende | Légende                                                                              | Légende | Légende                                                    |
| ------- | ------------------------------------------------------------------------------------ | ------- | ---------------------------------------------------------- |
| Num     | Dossard de départ porté par le coureur sur ce Grand Prix d'ouverture La Marseillaise | Pos     | Position à l'arrivée de la course                          |
|         | Indique un maillot de champion national ou mondial, suivi de sa spécialité           | NP      | Indique un coureur qui n'a pas pris le départ de la course |
| AB      | Indique un coureur qui n'a pas terminé la course                                     | HD      | Indique un coureur qui a terminé la course hors des délais |

| FDJ                                  | FDJ                         | FDJ |
| ------------------------------------ | --------------------------- | --- |
| Num                                  | Coureur                     | Pos |
| 1                                    | Arthur Vichot (FRA) (Route) | 1er |
| 2                                    | Thibaut Pinot (FRA)         | 9e  |
| 3                                    | Marc Fournier (FRA)         | AB  |
| 4                                    | David Gaudu (FRA)           | 81e |
| 5                                    | Olivier Le Gac (FRA)        | 73e |
| 6                                    | Rudy Molard (FRA)           | 51e |
| 7                                    | Benoît Vaugrenard (FRA)     | AB  |
| 8                                    | Léo Vincent (FRA)           | 90e |
| Directeur sportif : Frédéric Guesdon |                             |     |

| AG2R La Mondiale ALM                 | AG2R La Mondiale ALM   | AG2R La Mondiale ALM |
| ------------------------------------ | ---------------------- | -------------------- |
| Num                                  | Coureur                | Pos                  |
| 11                                   | Mikaël Cherel (FRA)    | 6e                   |
| 12                                   | Alexandre Geniez (FRA) | 28e                  |
| 13                                   | Samuel Dumoulin (FRA)  | 10e                  |
| 14                                   | Hubert Dupont (FRA)    | 8e                   |
| 15                                   | Julien Duval (FRA)     | 99e                  |
| 16                                   | Quentin Jauregui (FRA) | 60e                  |
| 17                                   | Nans Peters (FRA)      | 79e                  |
| 18                                   | Hugo Houle (CAN)       | 95e                  |
| Directeur sportif : Stéphane Goubert |                        |                      |

| Lotto-Soudal LTS                     | Lotto-Soudal LTS         | Lotto-Soudal LTS |
| ------------------------------------ | ------------------------ | ---------------- |
| Num                                  | Coureur                  | Pos              |
| 21                                   | Kris Boeckmans (BEL)     | AB               |
| 22                                   | Jens Debusschere (BEL)   | 58e              |
| 23                                   | Jasper De Buyst (BEL)    | 11e              |
| 24                                   | Tony Gallopin (FRA)      | 5e               |
| 25                                   | Maxime Monfort (BEL)     | 59e              |
| 26                                   | Tosh Van der Sande (BEL) | 57e              |
| 27                                   | Jelle Vanendert (BEL)    | 29e              |
| 28                                   | Jelle Wallays (BEL)      | 80e              |
| Directeur sportif : Frederik Willems |                          |                  |

| Cofidis COF                        | Cofidis COF               | Cofidis COF |
| ---------------------------------- | ------------------------- | ----------- |
| Num                                | Coureur                   | Pos         |
| 31                                 | Yoann Bagot (FRA)         | 52e         |
| 32                                 | Guillaume Bonnafond (FRA) | 32e         |
| 33                                 | Dimitri Claeys (BEL)      | 17e         |
| 34                                 | Jérôme Cousin (FRA)       | 104e        |
| 35                                 | Mathias Le Turnier (FRA)  | 87e         |
| 36                                 | Julien Simon (FRA)        | 12e         |
| 37                                 | Anthony Turgis (FRA)      | 97e         |
| 38                                 | Jimmy Turgis (FRA)        | 46e         |
| Directeur sportif : Alain Deloeuil |                           |             |

| Delko-Marseille Provence-KTM DMP      | Delko-Marseille Provence-KTM DMP | Delko-Marseille Provence-KTM DMP |
| ------------------------------------- | -------------------------------- | -------------------------------- |
| Num                                   | Coureur                          | Pos                              |
| 41                                    | Romain Combaud (FRA)             | 44e                              |
| 42                                    | Rémy Di Grégorio (FRA)           | 39e                              |
| 43                                    | Mauro Finetto (ITA)              | 7e                               |
| 44                                    | Julien El Fares (FRA)            | 4e                               |
| 45                                    | Ángel Madrazo (ESP)              | 20e                              |
| 46                                    | Yannick Martinez (FRA)           | AB                               |
| 47                                    | Quentin Pacher (FRA)             | 47e                              |
| 48                                    | Evaldas Šiškevičius (LTU)        | 98e                              |
| Directeur sportif : Frédéric Rostaing |                                  |                                  |

| Fortuneo-Vital Concept FVC            | Fortuneo-Vital Concept FVC | Fortuneo-Vital Concept FVC |
| ------------------------------------- | -------------------------- | -------------------------- |
| Num                                   | Coureur                    | Pos                        |
| 51                                    | Maxime Bouet (FRA)         | 2e                         |
| 52                                    |                            |                            |
| 53                                    | Brice Feillu (FRA)         | 55e                        |
| 54                                    | Armindo Fonseca (FRA)      | 74e                        |
| 55                                    | Anthony Delaplace (FRA)    | 26e                        |
| 56                                    | Romain Hardy (FRA)         | 15e                        |
| 57                                    | Arnold Jeannesson (FRA)    | 27e                        |
| 58                                    | Florian Vachon (FRA)       | 50e                        |
| Directeur sportif : Sébastien Hinault |                            |                            |

| Direct Énergie DEN                    | Direct Énergie DEN     | Direct Énergie DEN |
| ------------------------------------- | ---------------------- | ------------------ |
| Num                                   | Coureur                | Pos                |
| 61                                    | Ryan Anderson (CAN)    | 13e                |
| 62                                    | Thomas Boudat (FRA)    | AB                 |
| 63                                    | Lilian Calmejane (FRA) | 3e                 |
| 64                                    | Jérémy Cornu (FRA)     | 103e               |
| 65                                    | Fabien Grellier (FRA)  | 83e                |
| 66                                    | Jonathan Hivert (FRA)  | 22e                |
| 67                                    | Paul Ourselin (FRA)    | 75e                |
| 68                                    | Alexandre Pichot (FRA) | 78e                |
| Directeur sportif : Dominique Arnould |                        |                    |

| Sport Vlaanderen-Baloise SVB          | Sport Vlaanderen-Baloise SVB | Sport Vlaanderen-Baloise SVB |
| ------------------------------------- | ---------------------------- | ---------------------------- |
| Num                                   | Coureur                      | Pos                          |
| 71                                    | Aimé De Gendt (BEL)          | 105e                         |
| 72                                    | Edward Planckaert (BEL)      | 35e                          |
| 73                                    | Jarl Salomein (BEL)          | 63e                          |
| 74                                    | Thomas Sprengers (BEL)       | 41e                          |
| 75                                    | Stijn Steels (BEL)           | 64e                          |
| 76                                    | Preben Van Hecke (BEL)       | HD                           |
| 77                                    | Bert Van Lerberghe (BEL)     | 65e                          |
| 78                                    | Kenneth Van Rooy (BEL)       | 66e                          |
| Directeur sportif : Walter Planckaert |                              |                              |

| Verandas Willems-Crelan VWC        | Verandas Willems-Crelan VWC | Verandas Willems-Crelan VWC |
| ---------------------------------- | --------------------------- | --------------------------- |
| Num                                | Coureur                     | Pos                         |
| 81                                 | Timothy Dupont (BEL)        | 101e                        |
| 82                                 | Stijn Devolder (BEL)        | 102e                        |
| 83                                 | Otto Vergaerde (BEL)        | 106e                        |
| 84                                 | Stef Van Zummeren (BEL)     | HD                          |
| 85                                 | Sander Cordeel (BEL)        | 107e                        |
| 86                                 | Dries De Bondt (BEL)        | HD                          |
| 87                                 | Huub Duyn (NED)             | 42e                         |
| 88                                 | Christophe Prémont (BEL)    | HD                          |
| Directeur sportif : Bob De Cnodder |                             |                             |

| Wanty-Groupe Gobert WGG                      | Wanty-Groupe Gobert WGG        | Wanty-Groupe Gobert WGG |
| -------------------------------------------- | ------------------------------ | ----------------------- |
| Num                                          | Coureur                        | Pos                     |
| 91                                           | Frederik Backaert (BEL)        | 68e                     |
| 92                                           | Jérôme Baugnies (BEL)          | 24e                     |
| 93                                           | Thomas Degand (BEL)            | 23e                     |
| 94                                           | Guillaume Martin (FRA)         | 25e                     |
| 95                                           | Guillaume Levarlet (FRA)       | 56e                     |
| 96                                           | Yoann Offredo (FRA)            | 18e                     |
| 97                                           | Pieter Vanspeybrouck (BEL)     | 53e                     |
| 98                                           | Guillaume Van Keirsbulck (BEL) | HD                      |
| Directeur sportif : Hilaire Van der Schueren |                                |                         |

| WB-Veranclassic-Aqua Protect WVA     | WB-Veranclassic-Aqua Protect WVA | WB-Veranclassic-Aqua Protect WVA |
| ------------------------------------ | -------------------------------- | -------------------------------- |
| Num                                  | Coureur                          | Pos                              |
| 101                                  | Olivier Pardini (BEL)            | 48e                              |
| 102                                  | Dimitri Peyskens (BEL)           | 21e                              |
| 103                                  | Lawrence Naesen (BEL)            | 69e                              |
| 104                                  | Sébastien Delfosse (BEL)         | 92e                              |
| 105                                  | Ludovic Robeet (BEL)             | AB                               |
| 106                                  | Antoine Warnier (BEL)            | 70e                              |
| 107                                  | Maxime Vantomme (BEL)            | 61e                              |
| 108                                  | Alex Kirsch (LUX)                | 76e                              |
| Directeur sportif : Thierry Marichal |                                  |                                  |

| Armée de Terre ADT                      | Armée de Terre ADT       | Armée de Terre ADT |
| --------------------------------------- | ------------------------ | ------------------ |
| Num                                     | Coureur                  | Pos                |
| 111                                     | Thomas Rostollan (FRA)   | HD                 |
| 112                                     | Fabien Canal (FRA)       | 86e                |
| 113                                     | Romain Campistrous (FRA) | 91e                |
| 114                                     | Thibault Ferasse (FRA)   | 14e                |
| 115                                     | Yann Guyot (FRA)         | 36e                |
| 116                                     | Kévin Lebreton (FRA)     | 96e                |
| 117                                     | Romain Le Roux (FRA)     | 38e                |
| 118                                     | Jimmy Raibaud (FRA)      | 43e                |
| Directeur sportif : David Lima da Costa |                          |                    |

| HP BTP-Auber 93 AUB                  | HP BTP-Auber 93 AUB       | HP BTP-Auber 93 AUB |
| ------------------------------------ | ------------------------- | ------------------- |
| Num                                  | Coureur                   | Pos                 |
| 121                                  | Jérémy Bescond (FRA)      | 82e                 |
| 122                                  | Flavien Dassonville (FRA) | 54e                 |
| 123                                  | Nicolas Baldo (FRA)       | 33e                 |
| 124                                  | Romain Feillu (FRA)       | 94e                 |
| 125                                  | Kévin Le Cunff (FRA)      | 34e                 |
| 126                                  | Anthony Maldonado (FRA)   | 45e                 |
| 127                                  | David Menut (FRA)         | 30e                 |
| 128                                  | Damien Touzé (FRA)        | 89e                 |
| Directeur sportif : Stéphane Javalet |                           |                     |

| Roubaix Lille Métropole RLM            | Roubaix Lille Métropole RLM | Roubaix Lille Métropole RLM |
| -------------------------------------- | --------------------------- | --------------------------- |
| Num                                    | Coureur                     | Pos                         |
| 131                                    | Julien Antomarchi (FRA)     | 16e                         |
| 132                                    | Jérémy Cabot (FRA)          | 37e                         |
| 133                                    | Joeri Calleeuw (BEL)        | 72e                         |
| 134                                    | Dylan Kowalski (FRA)        | 84e                         |
| 135                                    | Jérémy Lecroq (FRA)         | 71e                         |
| 136                                    | Jérémy Leveau (FRA)         | 88e                         |
| 137                                    | Félix Pouilly (FRA)         | 67e                         |
| 138                                    | Lander Seynaeve (BEL)       | HD                          |
| Directeur sportif : Frédéric Delcambre |                             |                             |

| Roth-Akros TRA                  | Roth-Akros TRA                 | Roth-Akros TRA |
| ------------------------------- | ------------------------------ | -------------- |
| Num                             | Coureur                        | Pos            |
| 141                             | Jonathan Fumeaux (SUI) (Route) | 49e            |
| 142                             | Valentin Baillifard (SUI)      | 85e            |
| 143                             | Lukas Jaun (SUI)               | 77e            |
| 144                             | Pirmin Lang (SUI)              | AB             |
| 145                             | Damian Lüscher (SUI)           | HD             |
| 146                             | Matthias Reutimann (SUI)       | AB             |
| 147                             | Colin Stüssi (SUI)             | AB             |
| 148                             | Roland Thalmann (SUI)          | 19e            |
| Directeur sportif : Uwe Peschel |                                |                |

| An Post-ChainReaction SKT       | An Post-ChainReaction SKT      | An Post-ChainReaction SKT |
| ------------------------------- | ------------------------------ | ------------------------- |
| Num                             | Coureur                        | Pos                       |
| 151                             | Jonas Bokeloh (GER)            | 108e                      |
| 152                             | Daniel Gardner (GBR)           | HD                        |
| 153                             | Matthew Teggart (IRL)          | 40e                       |
| 154                             | Sean Mackinnon (CAN)           | 31e                       |
| 155                             | Przemysław Kasperkiewicz (POL) | 82e                       |
| 156                             | Davy Gunst (NED)               | 100e                      |
| 157                             | Jacob Scott (GBR)              | HD                        |
| 158                             | Massimo Vanderaerden (BEL)     | 93e                       |
| Directeur sportif : Neil Martin |                                |                           |